# سواران سردار
سواران سردار یا اسواران سالار فرمانده نیروی سواران در ارتش شاهنشاهی ساسانی بود. این نیروی سوارکار ستون فقرات ارتش شاهنشاهی ساسانی را تشکیل می‌داد.